# 约恩·安德森
莊恩·安達臣（挪威語：Jørn Andersen，1963年2月3日—）是一名德國籍挪威裔足球教练及前職業足球运动员。

## 球會生涯
安達臣出身於家鄉球會奧斯塞登（挪威丙組聯賽），1982年賽季轉投同市的甲組聯賽球會費德列斯達展開職業生涯。1984年賽季，費德列斯達夺得挪威盃冠军，他在對維京的決賽和重賽均有入球，惟球會於同季降班。1985年賽季，安達臣轉投本土勁旅華拉倫加並成為該季聯賽神射手。
1985年年底，他出國加盟德甲球會纽伦堡。1988/89年賽季，他轉會到法兰克福，並於1989/90年賽季成為史上首位奪得德甲联赛神射手的外籍球员，那年法蘭克福爭奪聯賽冠軍失敗。1990/91年賽季，他轉投杜塞爾多夫，次年重返法蘭克福。1992/93年賽季，他缺席了大部份比賽，自此上陣時間大減，遂於1994年1月轉投漢堡，一年後再轉投位處榜未的德累斯頓戴拿模，球隊排名最尾降班。由於球會因財困無法獲得乙組聯賽執照，需降級到地區聯賽，所以他不得不離開球會。
1995/96年賽季，安達臣轉到瑞士發展，加盟甲組聯賽球會蘇黎世。1997年1月，他轉投乙組聯賽球會盧加諾，球隊於1998/99賽季重返甲組聯賽。1999/00年賽季，他加入丙組聯賽球會洛迦諾，兼任助理教練，球隊於次年升班到乙組，他最後於2001年高掛球靴。

## 國際賽生涯
安達臣於1985年起獲挪威國家足球隊徵召，處子戰是作客對東德的一場國際足球友誼賽。他的國際賽生涯到1990年10月終結，歷來為国家队上陣共27次，打进5球。

## 教练生涯
安達臣在退役前已在洛迦諾兼任助理教練。2001年退役後，他繼續留在瑞士，於盧塞恩展開教练生涯，出任預備隊主教練。
2003/04年賽季，他回到德國，出任德乙球會紅白奧伯豪森主教練，帶領球隊由一支護級份子到最後僅以一分之差無緣升上德甲。
2005/06年賽季，他成為德甲球會慕遜加柏的助理教練，但他和他的主教練科佩爾同於季尾被終止合約。2006年世界盃後，安達臣曾有機會成為德國的助理教練，但德國足球協會和主教練路維最終選擇了費歷克。
2007年夏天，安達臣原已接受希臘超級聯賽球會克桑西的兩年主教練聘約，但在正式上任前就因與球會理念不合而解約。2007年11月，安達臣走馬上任成為德乙球會奧芬巴克的主帥，球隊最後與奧格斯堡同分，但得失球較差而需要降班。
2008/09年賽季，安達臣接替高普成為緬因斯新主帥，成功帶領球隊以第二名重返德甲，同年打入德國盃半準決賽，是他早期執教生涯的一大成就。
然而，他却在德甲新赛季开始前因與球會理念不合遭解雇，球隊改由青年隊教練杜曹接掌，在当时引起轰动。2010/11年賽季季中，他曾短暫執教希臘超級聯賽球會拿尼沙，所執教的4場比賽全部敗北，一球不進。
2011年11月，安德森执教德乙球會卡尔斯鲁厄，給哈坎·恰尔汗奥卢帶來了在成年賽事的處子戰。同年，他在巴伐利亞開設了一家足球學院。
2015年1月，已賦閒一段時間的安達臣毅然轉到奧地利执教地區聯賽球會奧地利薩爾斯堡，成功帶領球會再次奪得聯賽冠軍，並在升班附加賽取勝，首次升上乙組聯賽，成為職業球會。但到了2015年12月，球會因陷入財困需與他解約。

#### 朝鮮
2016年5月，安達臣翻開其執教生涯的重要一頁，經過長達半年的磋商後，他接受朝鮮國家足球隊邀請出任主帥，成為朝鮮歷史上第二位外籍的足球教練，這項決定受到挪威一些公眾人物的非議。
他在這個封閉國家執教了接近兩年的時間，與妻子寄居於平壤市中心高麗飯店的套房，享受貴賓級待遇。由於他沒有助理教練跟隨，只是透過翻譯與球員交流。國家隊球員平日一起在足協的訓練中心集訓，週末才回到球會比賽。
安達臣成功帶領朝鮮出線2017年東亞盃和2019年亞洲盃決賽周，在A級比賽打出8勝4和3負的不俗成績。2018年年初，因受到國際制裁下的財政壓力，朝鮮未能再與安達臣續約。

#### 仁川联
完成朝鮮隊合約的他收到多家亞洲球會的聘書，於2018年6月決定選擇成為韩国职业联赛球會仁川联的主帥，2019年4月因球隊在新球季表現低迷被辭退。

#### 香港
離開韓國後，安達臣因新型冠狀病毒大流行而賦閒了一段時間，他曾有機會成為冰島的主帥。2021年12月，安德森上任执教香港足球代表隊，香港足球在2022年初受第五波疫情嚴重影響，自2月以後，該季所有本土賽事被腰斬，當時他幾乎要考慮放棄這份工作。
2022年6月亞洲盃外圍賽，安達臣帶領的香港隊在不被看好下，採取全場壓迫戰術，先後擊敗阿富汗及柬埔寨，雖然最後一仗負於主隊印度，但已足以取得最佳次名的身份。香港隊自1968年以來，54年後再次擠身亞洲盃決賽週。
2023年9月至10月，安德森帶領香港U23出戰2022年杭州亞運男子足球比賽，球隊先後於十六強和八強擊敗巴勒斯坦U23和四屆冠軍伊朗U23，歷史性首次晉級四強。球隊最後不敵日本U23和烏茲別克U23，以殿軍成績寫在歷史冊上。
2024年1月，香港隊在阿聯酋備戰亞洲盃決賽周，在一場國際友誼賽中擊敗中國，是39年來首次。

#### 雲南玉昆
2024年6月，安德森出任中甲球會雲南玉昆主教練一職，成功協助球隊提前四輪升上2025年中超聯賽。

## 统计

### 教練生涯数据统计
最近更新：2024年4月25日

中國足球協會甲級聯賽

| 球隊                   | 從         | 至         | 統計 | 統計 | 統計 | 統計 | 統計                                | 榮譽                              |
| 球隊                   | 從         | 至         | 場次 | 勝   | 和   | 負   | 得勝率 %                            | 榮譽                              |
| ---------------------- | ---------- | ---------- | ---- | ---- | ---- | ---- | ----------------------------------- | --------------------------------- |
| 红白奥伯豪森           | 2003年7月  | 2004年10月 | 47   | 18   | 10   | 19   | 38.30                               |                                   |
| 奥芬巴赫踢球者         | 2007年11月 | 2008年6月  | 22   | 5    | 9    | 8    | 22.73                               |                                   |
| 緬恩斯05               | 2008年7月  | 2009年8月  | 40   | 22   | 9    | 9    | 55.00                               | 德國乙組聯賽亞軍                  |
| 拉里萨                 | 2010年12月 | 2011年1月  | 4    | 0    | 0    | 4    | 00.00                               |                                   |
| 卡爾斯魯厄             | 2011年11月 | 2012年3月  | 13   | 2    | 2    | 9    | 15.38                               |                                   |
| 奧地利薩爾斯堡         | 2015年1月  | 2015年12月 | 35   | 16   | 9    | 10   | 45.71\|\|奧地利地區聯賽（西區）冠軍 |                                   |
| 朝鮮國家足球隊         | 2016年5月  | 2018年3月  | 15   | 8    | 4    | 3    | 53.33                               | 出線亞洲盃決賽周 出線東亞盃決賽周 |
| 仁川聯                 | 2018年6月  | 2019年4月  | 33   | 11   | 8    | 14   | 33.33                               |                                   |
| 香港足球代表隊         | 2021年11月 | 2024年5月  | 25   | 6    | 4    | 15   | 24.00                               | 出線亞洲盃決賽周                  |
| 香港23歲以下足球代表隊 | 2023年9月  | 2023年10月 | 6    | 2    | 0    | 4    | 33.33                               | 亞運足球賽第四名                  |
| 雲南玉昆               | 2024年5月  | 至今       | 19   | 12   | 3    | 4    | 63.16                               | 中國足球協會甲級聯賽冠軍          |
| 生涯總計               | 生涯總計   | 生涯總計   | 259  | 102  | 58   | 99   | 39.38                               |                                   |

## 個人生活
安達臣的母親芭約（Bjørg Andersen）是前挪威國家手球隊成員，有143次上陣紀錄，曾參加三屆世界女子手球錦標賽。安達臣在德國結識了他的妻子烏娜（Ulla Andersen），當時她在平治車廠工作。他們於 1988 年結婚，育有兩名子女。他的兒子歷卡斯亦是一名足球員，曾在德國各級聯賽發展。安達臣於1993年放棄挪威國籍，歸化成為德國公民。

## 外部連結
- 安達臣個人網站 （页面存档备份，存于）